# 1937 aux échecs
| Années des échecs : 1934 - 1935 - 1936 - 1937 - 1938 - 1939 - 1940    |
| Décennies des échecs : 1900 - 1910 - 1920 - 1930 - 1940 - 1950 - 1960 |

Cet article présente les faits marquants de l'année 1937 aux échecs.

## Événements majeurs
- Le Championnat du monde d'échecs 1937 a vu s'affronter Max Euwe, tenant du titre, et Alexandre Alekhine aux Pays-Bas du 5 octobre au 4 décembre 1937.

## Championnats nationaux
- Argentine : Carlos Guimard remporte le championnat[1],[2].
- Autriche nazie : Erich Eliskases remporte le championnat officiel[3]. Chez les femmes, c’est Gisela Harum qui s’impose [4].
- Belgique : Paul Devos et Albéric O’Kelly remportent le championnat[5].
- Brésil: Le championnat n’a pas lieu[6].
- Canada : Boris Blumin remporte le championnat[7].
- Écosse : William Fairhurst remporte le championnat[8].
- États-Unis : Pas de championnat[Note 1],[9],[10]. Chez les femmes, Adele Rivero remporte la première édition du championnat féminin[11].
- Finlande: Thorsten Gauffin remporte le championnat[12].
- France : Aristide Gromer remporte le championnat [13]. Chez les femmes, c’est Angles d’Auriac qui s’impose[14].
- Pays-Bas : Fenny Heemskerk remporte le championnat[15]. Pas de championnat masculin cette année.
- Pologne : Savielly Tartakower remporte le championnat[16].
- Royaume-Uni: L’Écossais William Fairhurst remporte le championnat[17].

- Suisse : Hans Johner remporte le championnat [18].
- RSS d'Ukraine : Fedor Bogatyrtchouk remporte le championnat[19],[20], dans le cadre de l’U.R.S.S.. Chez les femmes, Tamara Dobrovolska s’impose[21].
- Royaume de Yougoslavie : Vasja Pirc, Jan Foltys et Friedrich Sämisch remportent le championnat[22],[23].

## Naissances
- Lajos Portisch
- 30 janvier : Boris Spassky, champion du monde de 1969 à 1972.

## Nécrologie
- En 1937 : Peter Yurdansky (en)
- 3 mai : Rolando Illa (en)
- 4 mai : Damián Reca
- 15 juillet : Georgy Geshev
- 15 août : Karl Helling
- 8 décembre : Viktor Tietz (en)